# (188) Мениппа
(188) Мениппа (др.-греч. Μενίππη) — небольшой каменный астероид главного пояса, с довольно большим альбедо поверхности, который был открыт 18 июня 1878 года германо-американским астрономом К. Г. Ф. Петерсом в Клинтоне, США и назван в честь Мениппы, одной из дочерей Ориона, согласно древнегреческой мифологии.

Орбита астероида Мениппа и его положение в Солнечной системе
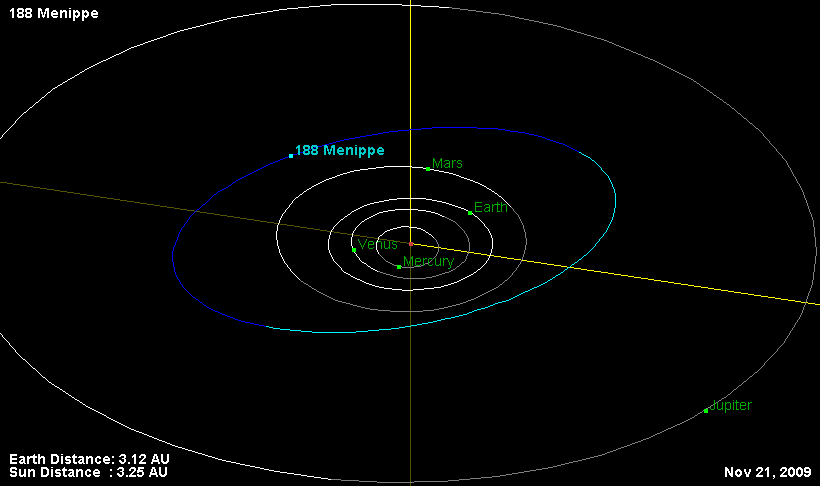
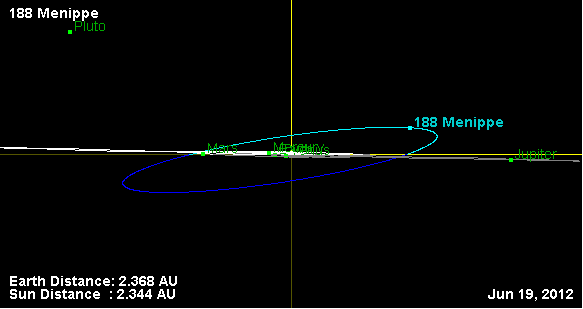